# Маласанья, Мануэла
Мануэ́ла Маласа́нья Оньо́ро (исп. Manuela Malasaña Oñoro; 10 марта 1791, Мадрид — 2 мая 1808, Мадрид) — одна из жертв Мадридского восстания. Погибла при подавлении восстания наполеоновскими войсками, которые оккупировали испанскую столицу. Почитается как народная героиня.

## Биография
Отцом Мануэлы Маласанья был французский пекарь Жан Мальсанж (фр. Jean Malesange), чье имя было переложено на испанский манер как Маласанья (исп. Malasaña); её матерью была Марсела Оньоро (исп. Marcela Oñoro). Мануэла была по профессии вышивальщицей и жила со своей семьёй по адресу улица Сан-Андрес, 18 (исп. San Andrés). Она стала одной из жертв Мадридского восстания 2 мая 1808 года, подавленного войсками Жозефа Бонапарта. В Испании Мануэла Маласанья почитается как народная героиня Мадридского восстания и последующей Войны за независимость.

### Гибель
Обстоятельства смерти Мануэлы не вполне ясны. По одной из версий, она участвовала в боях в парке Артильерия-де-Монтелеон (исп. Parque de Artillería de Monteleón, расположенном на площади, которая сегодня называется Площадью Второго Мая (исп. Plaza del 2 de Mayo). Мануэла помогала подносить порох и боеприпасы защитникам парка, находившимся под командованием офицеров Луиса Даоиса (исп. Luis Daoíz) и Педро Веларде (исп. Pedro Velarde). По другой версии, она находилась в своей швейной мастерской, вдали от боёв, когда в мастерскую вошли французские солдаты с целью обыска. Солдаты якобы пытались изнасиловать Мануэлу, а когда та схватила ножницы (которые были её рабочим инструментом), обвинили её в сокрытии оружия и казнили. Согласно военным и городским архивам Мадрида, тело девушки числилось под номером 74 в списках 409 жертв восстания. Мануэлу похоронили на территории основанной в 1594 году больницы для бедных Буэна-Дича (исп. Buena Dicha) на улице Сильва, куда было доставлено множество пострадавших в день восстания и где, вместе с ней, было похоронено множество погибших.

## Память
Мануэла приобрела известность благодаря тому, что она, будучи очень молодой, отдала свою жизнь за свободу своей страны. Вокруг её образа был создан ореол героини. Один из районов Мадрида, Malasaña, был назван её именем. Тем же именем была названа улица в районе, где она жила. В городе Мостолес её именем названа улица и станция Мадридского метрополитена на 12-й ветке.